# Wehrmaterial
Wehrmaterial ist ein Sammelbegriff für die Ausrüstung und Bewaffnung von Streitkräften. 
Wehrmaterial umfasst die gesamte Bandbreite vom Großgerät wie zum Beispiel  Panzer, Flugzeuge oder Schiffe, aber auch kleinere Anlagen und Geräte (zum Beispiel  Funkgeräte, Handwaffen), oder Bekleidung und sonstige Ausrüstungsgegenstände zur militärischen Nutzung.
Entwicklung und Beschaffung von Wehrmaterial ist i. A. in umfangreichen Managementverfahren geregelt, in Deutschland zum Beispiel durch den CPM.
Die verteilten Zuständigkeiten für die Beschaffung liegen bei den folgenden Bundesoberbehörden:
- Bundesamt für Ausrüstung, Informationstechnik und Nutzung der Bundeswehr (BAAINBw)
- Bundesamt für Infrastruktur, Umweltschutz und Dienstleistungen der Bundeswehr (BAIUDBw)